# Enki et Ninmah
Le mythe mésopotamien dit d'« Enki et Ninmah » est une explication de la création de l'être humain par des dieux. Il date du milieu du IIe millénaire av. J.-C., et a probablement été inspiré du mythe de l'Atra-hasis.
Les dieux, tous nés de la mère primordiale Nammu, résident sur Terre, où une première catégorie vit tranquillement alors qu'une seconde travaille pour tous. Les seconds commençant à protester, Nammu demande à Enki de chercher à créer une créature dont le rôle sera de travailler à la place des dieux secondaires, et pour tous les dieux, rendant ainsi leur vie plus facile. Ce dernier ne tarde pas à trouver une idée et dit à sa mère de façonner cette créature avec de l'argile puisé à la surface de l'Abîme, dans un moule qu'il confectionne, avec l'aide de la déesse Ninmah (la parèdre d'Enki) et d'autres divinités, puis de leur donner ensuite vie. Cet ouvrage, l'Homme, trouve un accueil très favorable de la part des dieux, qui se réunissent autour d'un grand banquet pour fêter l'évènement.
Au cours du repas, Enki et Ninmah sont passablement éméchés. Cette dernière lance un défi à son époux : elle donnera la vie à d'autres êtres humains qui seront « imparfaits » (un être asexué, une femme stérile, un boiteux, etc.), et met Enki au défi de leur trouver une tâche dans la société. Celui-ci y arrive haut la main. Puis il lance à son tour un défi identique à sa femme, en créant un être humain informe (un « monstre »). Ninmah n'arrive pas à lui trouver une tâche, et perd le duel.
On voit ainsi que ce récit cherche à répondre à plusieurs questions que se posent les hommes : leur raison d'être (c'est-à-dire servir les dieux), et pourquoi il existait des êtres « imparfaits » à leurs yeux.